# Տ
La Տ, minuscolo տ, è la trentunesima lettera dell'alfabeto armeno. Il suo nome è տյուն, tyown (armeno classico e orientale: [tjun], armeno occidentale: [dʏn]).
Rappresenta foneticamente:
- in armeno classico e orientale la consonante occlusiva alveolare sorda [t][1]
- in armeno occidentale la consonante occlusiva alveolare sonora [d]

## Codici
- Unicode:
  - Maiuscola Տ : U+054F
  - Minuscola տ : U+057F